# Mats Olof Andersson
Mats Olof Andersson, född 4 december 1798 i Nittsjö, död 10 februari 1870 var en svensk dalmålare. Hans son Mats Anders Olsson, född 1824 var också Dalmålare.
Andersson räknas som den första företrädaren för den överrika dekorationsart som följer de äldre Rättviksmålarnas insatser på det dalska allmogemåleriet och möbeldekorationer. Han flyttade till Västanå i nuvarande Boda socken 1821 samma år gifte han sig med Margeta Andersdotter (1792–1838) från Solberga. Anderssons arbeten finns spridda över hela landet och han företog ett flertal målarvandringar till Hälsingland när han inte verkade i hemsocknen. Hans produktion var omfattande och vissa motiv bland annat Bröllopet i Kana och Jonas bättringspredikan återkommer så ofta att tanken leder till att det finns en tavelindustri bakom produktionen. Han är representerad vid Nordiska museet med verket Lyckohjulet från 1844.